# جایزه ملی ادبیات چک
جایزه ملی ادبیات چک (Státní cena za literaturu) جایزه‌ای است که هر سال توسط «وزارت فرهنگ» جمهوری چک به آثار ادبی غیراقتباسی اهدا می‌شود.
این جایزهٔ شامل یک گواهینامه و مبلغ ۳۰۰٬۰۰۰ کرونای چک است و همه‌ساله در ۲۸ اکتبر اعطا می‌گردد.
از برندگان این جایزهٔ می‌توان به میلان کوندرا و ادگار دوتکا اشاره کرد.